# Apamea gelata
Apamea gelata là một loài bướm đêm trong họ Noctuidae.